# Robert Trimboli
Robert Trimboli (Sydney, 19 marzo 1931 – Alicante, 12 maggio 1987) è stato un mafioso e imprenditore australiano della 'ndrangheta. Fu implicato nel traffico di droga di Griffith e nella scomparsa dell'attivista anti-marijuana Donald Mackay.

## Le origini
Robert Trimboli (spesso scritto anche Trimbole) nacque da genitori di origini calabresi e nel 1952 si sposò con Joan Quested a Sydney, con la quale si trasferì a Griffith ed ebbe quattro figli. Qui aprì un'attività di riparazioni auto che funzionò fino a quando non dichiarò bancarotta nel 1968. Dopo la bancarotta, Trimboli viaggiò per l'Australia riparando flipper.
Nel 1972 aprì un ristorante, il Texan Tavern, e una macelleria. Quasi subito incominciarono a nascere sospetti circa queste attività, probabile copertura di un traffico illegale di marijuana ed altre attività della criminalità organizzata. Nel 1973 vendette tutte le sue attività a un altro affiliato, Giuseppe Sergi. Da quel momento la ricchezza di Trimboli crebbe in modo sostanziale e fu capace di assolvere alla sua precedente bancarotta.

## L'ascesa nel campo della droga
Trimboli da allora ebbe un impero valutato in 2 milioni di dollari australiani e una reputazione come barone della droga.
Trimboli investì in molte attività e articoli di lusso, incluse fabbriche, auto, motoscafi, e diversi negozi d'abbigliamento, un negozio di liquori e nella vendita all'ingrosso di vino.
Successivamente aggiunse anche una società di camion e un supermercato.
Acquistò anche un terreno per incrementare la disponibilità di marijuana.
Presto divenne il principale fornitore di droga di tutto il Nuovo Galles del Sud e si guadagnò il soprannome di Godfather, cioè Padrino, dovuto anche alle sue origini italiane.

## Sparizione di Donald Mackay
Il 15 luglio 1977 sparì da Griffith il deputato liberale Donald Mackay, noto per la sua attività di denuncia contro il locale traffico di droga.
Ciò spinse alla costituzione di una Commissione Reale per le investigazioni sul traffico di droga (Royal Commission into Drug Trafficking, anche conosciuta come Woodward Royal Commission), creata per indagare sul traffico illegale di droga e sulla sparizione di Mackay.
Trimboli fu subito sospettato dell'omicidio assieme a James Frederick Bazley, George Joseph, Gianfranco Tizzone e ad altre due persone che erano legate a lui.

## Fuga e morte
Nel 1981 Trimboli fuggì dall'Australia verso gli Stati Uniti, da cui poi si spostò in Francia e successivamente in Irlanda, dove venne arrestato. In attesa di estradizione, riuscì ad evitarla grazie ai suoi avvocati e fu rilasciato. Si trasferì quindi in Spagna, dove morì il 12 maggio 1987 all'età di 56 anni. La salma fu riportata in Australia e i funerali si tennero a Sydney.

## Televisione
Nel 2009 il suo personaggio è stato uno dei principali della serie televisiva australiana Underbelly: A Tale of Two Cities.